# Postanstalt
Postanstalt är ett samlingsbegrepp för de postinrättningar utöver kontoren som tillkom under 1800-talet. Begreppet omfattar exempelvis postkontor, postexpeditioner och poststationer.
I Finland brukar termen referera till det som i Sverige kallas postort.

## Historia
Under det svenska postväsendets första verksamhetstid 1636–1644 utgick från Stockholm fem huvudpostlinjer. I de större orter som postlinjerna passerade upprättades postkontor, till en början kallade posthus. Postlinjerna var geografiskt indelade i södra, västra, och norra orterna, Dalarna och östersjöprovinserna. Antalet postkontor som inrättades under åren 1636–1644 var 29, inklusive Stockholms postkontor.
På 1800-talet upprättades enklare inrättningar såsom postuppsyningsmansplatser, postexpeditioner och poststationer. Dessutom inrättades i Stockholm filialpostkontor, det första på Norrmalm år 1869, och 1893 även så kallade brevsamlingsställen. Det samlade begreppet för alla dessa inrättningar är postanstalter.
Förutom dessa postanstalter fanns på landsbygden sedan omkring 1910 privatpersoner oftast lanthandlare, som på eget initiativ, dvs. utan ersättning från Posten tagit på sig att fungera som postombud. Under 1930-talet började de få ersättning för sysslan och postombuden klassades därmed som postanstalter.
År 1973 inrättades postställen, vilka ersatte poststationer på orter där underlag saknas för såväl poststation som lantbrevbäring. År 1979 upphörde begreppet postanstalt och från och med då benämndes alla kontor för postkontor eller postställen.